# Vinogradov Point
Der Vinogradov Point ist eine markante Landspitze an der Ostküste der Adelaide-Insel westlich der Antarktischen Halbinsel. Sie liegt markiert die nördliche Begrenzung der Einfahrt vom Barlas-Kanal in die Grosswald Bay.
Das UK Antarctic Place-Names Committee benannte sie 2017. Namensgeber ist der russische Kartograph Oleg Nikolajewitsch Winogradow (1926–2004), Projektleiter bei der Erstellung eines Katalogs über die Gletscher der Sowjetunion.